# Ананян, Левон Захарович
Лево́н Заха́рович Ананя́н (арм. Լեւոն Անանյան, 13 октября 1946, село Кохб, Ноемберянский район, Армянская ССР, СССР — 2 сентября 2013, Ереван) — армянский журналист и переводчик, поэт, публицист. Заслуженный деятель культуры Республики Армения (2008).

## Биография
- Окончил Ереванский государственный университет, факультет филологии.
- Работал журналистом в ежемесячном литературно-публицистическом журнале «Гарун» в течение 25 лет.
- 1974 - стал членом Союза журналистов Армении.
- 1989 — стал членом Союза писателей Армении.
- 1990—2001 — главный редактор ежемесячного литературно-публицистического журнала «Гарун»
- 2001 — был избран председателем Союза писателей Армении. Преподаёт на факультете журналистики Ереванского государственного университета.
- Председатель общественной организации «Ноемберян», названной по названию города Ноемберян, расположенного в Тавушском марзе Армении. Заслуженный деятель культуры Республики Армения. Обладатель «Золотого пера» Союза журналистов Армении (1983). Участник II Форума переводчиков, писателей и издателей стран СНГ и Балтии Ананян Левон Захарович, Досье (недоступная ссылка).

## Книги
Книги на армянском языке:
- 1979 — Индустриальное развитие Советской Армении.
- 1986 — Социалистическое соревнование и повышение эффективности производства.
- 1986 — Корни и крона. Проза, публицистика. “Советакан грох”, Ереван
- 1996 — Драма на сцене и на экране. Ереван
- 2004 — Тревоги. Эссе, публицистика. ”Зангак-97”, Ереван
- 2004 — Суматоха. Эссе, Ереван
- 2006 — Противостояние. Эссе. “Амараст”, Ереван
- 2006 —  Сувенир. Стихи. ”Зангак-97”, Ереван
- 2006 — Противостояние. Эссе. “Амараст”, Ереван

Переводы на армянский язык:
- Рэй Бредбери. 451° по Фаренгейту. Роман. “Советакан грох”, Ереван, 1987. Пер. с англ. яз.
- Современная русская проза. Т. 1 Изд-во Союза писателей Армении, Ереван, 2007. Пер. с рус. яз.
- Ю. Поляков. Козлёнок в молоке. Роман. Изд-во Союза писателей Армении, Ереван, 2008. Пер. с рус. яз.

## Награды
- Орден Святого Месропа Маштоца (2006).
- Медаль «Вачаган Барепашт» (2005)[2].
- Заслуженный деятель культуры Республики Армения (2008).
- «Серебряный крест» Союза армян России — за большой вклад в сохранение общего литературного пространства на территории республик СНГ, сохранение подлинно национальной литературы и культуры, чистоты армянского языка, расширение культурных и дружественных связей между Республикой Арменией и Российской Федерацией[3].